# ГКПП Кулата – Промахон
Вижте пояснителната страница за други значения на Кулата.
Граничният контролно-пропускателен пункт Кулата – Промахон е бивш контролно-пропускателен пункт, разположен на българско-гръцката граница при селото Кулата от българската страна на границата и отвъд нея при село Драготин (прекръстено в 1927 година на Промахон). Той е разположен северно от Рупелския пролом при едноименния проход, свързващ България със Солун. Това е основният железопътен и пътен граничен контролно-пропускателен пункт на българо-гръцката граница.
Първата железопътна линия тук е направена още в 1918 година от българската държава в края на Първата световна война, това е изградената с дължина 164 km и ширина 600 mm теснолинейка Радомир – Горна Джумая – Валовища, достигнала Рупел на няколко километра от Валовища. Железопътната връзка със Солун остава незавършена, но в участъка до Горна Джумая линията до 1937 г. е преизградена с нормална ширина и се работи към Симитли тя да замени теснолинейката до гръцката границата при Кулата, преди войната нормалната линия е завършена до Крупник.
По-късно по време на българското управление на Беломорието и Македония в 1941 – 1944 година минните полета поставени от гърците в Рупелското дефиле са разчистени и от 24 август до 29 ноември 1941 година е построен, въведен в експлоатация и на 8 декември 1941 година е тържествено открит от министъра на благоустройството Димитър Василев оставащият участък на теснолинейната линия до Валовища. Той е с дължина 14,8 km, общо са положени 18,2 km релси с гаровите коловози, извършени са 106 867 m3 землени и скални работи, вложени са 206 485 надници, а общата инвестирана от Царство България сума е 9 873 985 лева. Така е осъществена железопътната връзка София – Солун. До края на българското управление от бюджета на държавата в изграждането на нормалната железопътна линия Крупник – Валовища (81 km) са вложени още 1 244 746 523 лева, на 1 декември 1945 година линията е открита в участъка Крупник – Препечене 54 km, но с връщането на гръцката администрация в Беломорието след 9 септември 1944 година линията отвъд границата отново е прекъсната.
В 1964 година след споразумение с Гърция е завършен свързващият нормален участък Генерал Тодоров – Валовища, открит тържествено за експлоатация на 30 май 1965 година. Линията е електрифицирана и реконструирана в 2001 година от Държавно предприятие Транспортно строителство и възстановяване.
След присъединяването на България към Европейския съюз, със споразумение между българското и гръцкото правителство, подписано на 29 април 2008 година, граничният пункт е преизграден по нова концепция за съвместна проверка само на едно гише и е официално открит от българския министър на вътрешните работи Цветан Цветанов и министъра за защита на гражданите на Гърция Михалис Хрисохоидис на 19 март 2010 година. Преминаващите границата се обслужват само на едно гише. За шосейна граница пътуващите се проверяват от български и гръцки полицаи на Драготин (Промахон). За железопътна граница контролът се осъществява на гара Кулата.
От 1 януари 2025 г. ГКПП се закрива. Преминава се без спиране на автомобила и показване на документи на вече бившия ГКПП, но със съобразена скорост, означена с пътни знаци. Сградният фонд и инфраструктурата се запазват, така че при необходимост да могат да бъдат отворени.